# Samuel W. Preston

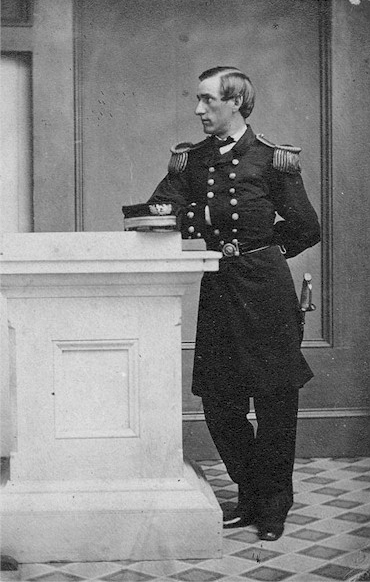
Preston, c. 1861–62

Samuel W. Preston (* 6. April 1840; † 15. Januar 1865) war ein Offizier der United States Navy während des Amerikanischen Bürgerkrieges.

## Leben
Geboren in Kanada, erhielt Preston am 4. Oktober 1858 vom Staat Illinois seine Bestellung zum Midshipman. Am 9. Mai 1861 graduierte er als Erster seines Ausbildungsjahrganges und wurde am 4. Oktober 1861 zum Acting Master ernannt. Die Beförderung zum Lieutenant erfolgte am 1. August 1862. Von 1861 bis 1863 leistete er seinen Dienst auf verschiedenen Schiffen des südlichen Blockadegeschwaders (South Atlantic Blockading Squadron) vor der Küste der Südstaaten. Bei einem Angriff auf Fort Sumter am 8. September 1863 wurde er von den Streitkräften der Südstaaten gefangen genommen und in das Libby-Gefängnis nach Richmond (Virginia) gebracht. Dort verblieb er, bis er im Herbst 1864 ausgetauscht wurde.
Wieder in Dienst wurde Preston als Flaggoffizier (Flag-Lieutenant) dem Admiral David Dixon Porter zugeteilt, der zu diesem Zeitpunkt Befehlshaber des nördlichen Blockadegeschwaders (North Atlantic Blockading Squadron) war.
Am 24. und 25. Dezember 1864 nahm Preston an den Angriffen gegen Fort Fisher teil und führte am 13. Januar 1865 einen solchen an. Dabei wurde er tödlich verwundet.

## Ehrungen
Insgesamt wurden sechs Schiffe der U.S. Navy nach ihm benannt, siehe USS Preston.

### Namensgebung
Bis zur Benennung der Flugzeugträger der U.S. Navy nach (auch noch lebenden Präsidenten) war es üblich so nur bereits verstorbene Persönlichkeiten zu ehren. Obwohl die erste USS Preston den Zusatz 1864 führte (das Jahr der Kaperung), wurde sie erst nach dem Tod von Lt. Preston im Jahre 1865 nach ihm benannt und stand nur kurzzeitig im Dienst, sodass im gleichen Jahr ein zweites Schiff unter diesem Namen aufscheint. Die jeweiligen Jahreszahlen werden lediglich zur Unterscheidung der beiden Schiffe verwendet.